# Lowden
Lowden is een plaats (city) in de Amerikaanse staat Iowa, en valt bestuurlijk gezien onder Cedar County.

## Demografie
Bij de volkstelling in 2000 werd het aantal inwoners vastgesteld op 794. In 2006 is het aantal inwoners door het United States Census Bureau geschat op 817, een stijging van 23 (2,9%).

## Geografie
Volgens het United States Census Bureau beslaat de plaats een oppervlakte van 2,6 km², geheel bestaande uit land.

## Plaatsen in de nabije omgeving
De onderstaande figuur toont nabijgelegen plaatsen in een straal van 16 km rond Lowden.